# Strepsils
A Strepsils egy gyógyszer védjegyezett neve. Szopogatós cukorka, amelyet a nottinghami Reckitt Benckiser készít, mely 2006 óta a brit Boots Healthcare International cégcsoport tagja.
A Strepsils már 1958 óta létezik. Hatóanyagai az amilmetakrezol és a 2,4-diklórbenzil-alkohol. A Strepsils Extra aktív hatóanyaga még a hexilrezorcin; a Strepsils Intensive pedig flurbiprofent is tartalmaz. Ezek az anyagok a garat fertőtlenítésével elpusztítják a baktériumokat, melyek a torokgyulladásért is felelősek.
Az ajánlott adag felnőttek esetében 2-3 óránként egy cukorka.

## Külső hivatkozások
- Egészségkalauz[halott link]
- PharmIndex[halott link]
- Házipatika.com